# Академик Сергей Вавилов (судно)
«Акаде́мик Серге́й Вави́лов» — научно-исследовательское судно.  Судно имеет водоизмещение 6600 тонн, длину 117 метров. Названо в честь советского учёного-физика Сергея Ивановича Вавилова. Судно принадлежит Институту океанологии им. П. П. Ширшова РАН. Порт приписки — Калининград.

## Строительство
В 1981 году была создана рабочая группа по составлению Технических заданий и наблюдению за проектированием и постройкой двух новейших научно-исследовательских судов для исследования Мирового океана: «Академик Сергей Вавилов» и «Академик Иоффе». Рабочую группу возглавлял рабочую группу доктор физико-математических наук Ю. Ю. Житковский. Оба судна строились по совместному проекту в Финляндии на верфи в городе Раума. Суда предназначалось для комплексных гидрофизических исследований (в первую очередь акустических). У обоих судов в центральной части есть вертикальная шахта диаметром около двух метров, выходящая на главную палубу в специальное помещение. Опустив с помощью лебёдки через шахту приёмник или излучатель одно судно может излучать, а другое принимать акустические сигналы. 
В 1988 году было построено судно «Академик Сергей Вавилов». В начале 1989 года вышел в море однотипное судно «Академик Иоффе», также построенное на верфи Раума.

## Рейсы
Суда использовались для экспериментов по дальнему распространению звука в океане. Руководителями первых экспедиционных рейсов были доктор физико-математических наук Ю. Ю. Житковский (1929–1996), доктор физико-математических наук Б. Ф. Курьянов (1932-2019) и другие ведущие специалисты Института океанологии.
В 1990-е годы с помощью судна Институт океанологии РАН проводил исследования рельефа и донных осадков Баренцева моря.
В марте-апреле 1994 года состоялся перегонный рейс по акватории Атлантического океана из порта Ушуайя (Аргентина) в порт Калининград.
Судно также участвовало в круизных программах в Арктике и Антарктике.
24 августа 2018 года научно-исследовательское российское судно “Академик Иоффе” село на мель в заливе Бутия в Северном Ледовитом океане вблизи Кугаарука, Нунувата, Канада. На помощь кораблю пришли ледоколы канадской службы береговой охраны. Также помощь севшему на мель «Академику Иоффе» оказал и экипаж «Академика Сергей Вавилов».
В сентября 2020 года завершился 50-й экспедиционный рейс в район Северной Атлантики. Продолжительность рейса составила 37 суток.
В декабре 2020 года российская проектная компания АО «Нордик Инжиниринг» выиграла аукцион на разработку проекта ремонта двух научно-исследовательских судов «Академик Сергей Вавилов» и «Академик Николай Страхов». В сентябре 2021 года проекта ремонта был завершён. В летне-осенний период 2022 года экспедиции не проводились в связи с отсутствием финансирования плановых работ по регистровому ремонту судна.
В апреле 2023 года завершился 55 рейс, в ходе которого проводились исследования в российских секторах Балтийского моря в Финском заливе и Юго-Восточной Балтике.
В 2024 году начались работы по модернизации судна с продлением срока службы на 10—15 лет.